# Das Schweigen der Lämmer
Das Schweigen der Lämmer (englisch The Silence of the Lambs) ist ein 1988 erschienener Roman des US-amerikanischen Autors Thomas Harris. Er handelt von der FBI-Studentin Clarice Starling, die sich bei ihren Ermittlungen nach einem Serienmörder auf die Hilfe eines anderen Schwerverbrechers stützt, des inhaftierten Kannibalen Hannibal Lecter.
Der Titel bezieht sich auf ein Kindheitstrauma von Starling, auf bei ihrer Schlachtung blökende Lämmer und entsprechende Alpträume. Die Rettung potentieller Mordopfer soll sie zum Schweigen bringen.
Das Buch wurde zum Bestseller und verfilmt. Es ist Teil einer Romanserie über Hannibal Lecter (siehe auch: Roter Drache, Hannibal und Hannibal Rising).

## Handlung

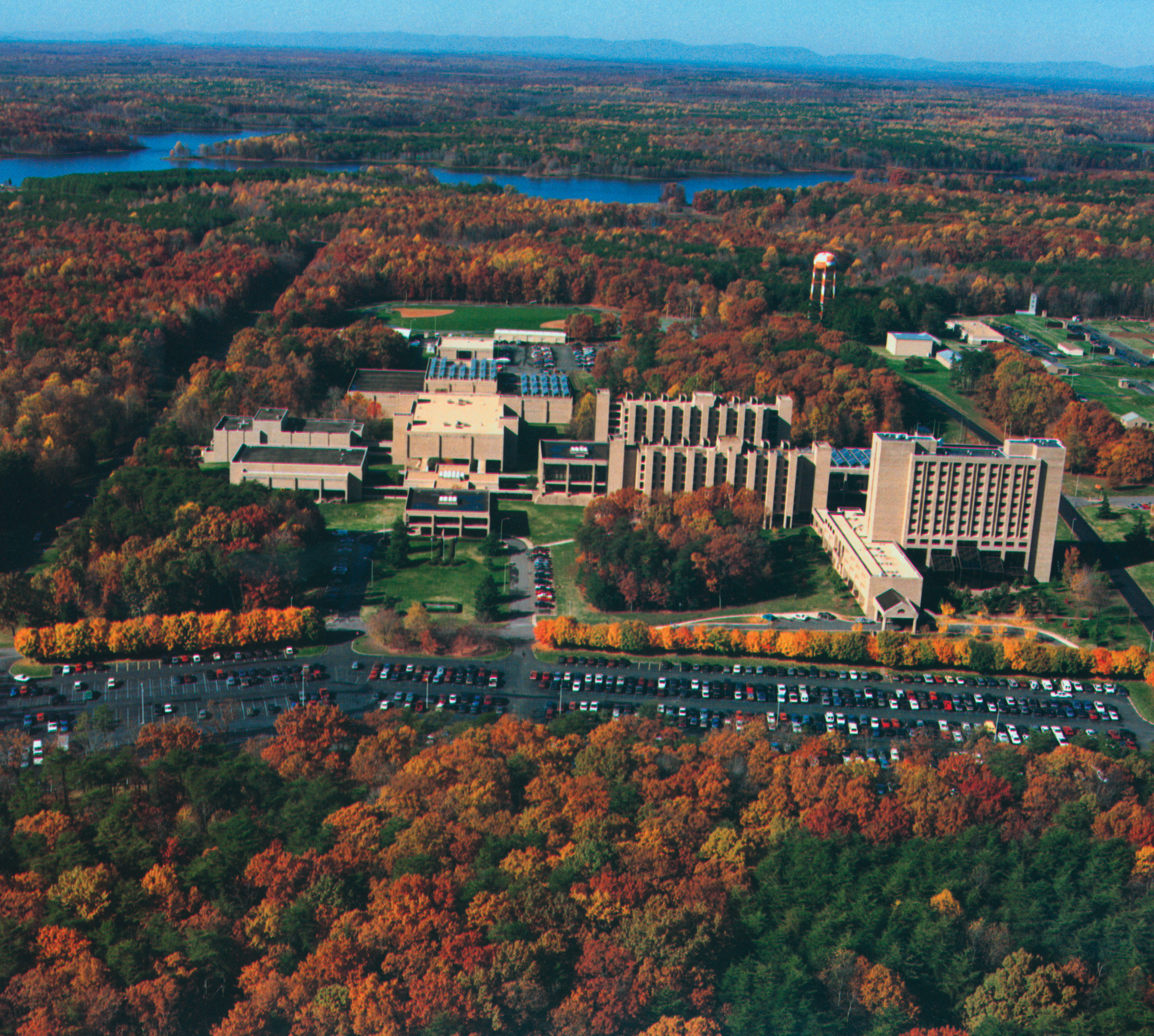
FBI-Akademie in Quantico, Virginia

Die Erzählung beginnt an der FBI-Akademie in Quantico, Virginia. Jack Crawford, Leiter der Abteilung für Verhaltensforschung, kommt in dem Fall „Buffalo Bill“ keinen Schritt voran. „Buffalo Bill“ ist der von der Polizei erfundene Spitzname für einen Mörder, der seine Opfer, üppige junge Frauen, einige Tage lang gefangen hält, sie dann ermordet und ihnen danach Teile der Haut abzieht. Crawford lässt Clarice Starling zu sich kommen; sie studiert seit einigen Monaten an der Akademie und hat Hochschulabschlüsse in Psychologie und Kriminologie. Für eine Studie über Serienmörder soll sie den brillanten Psychiater Dr. Hannibal Lecter dazu bringen, einen von Crawford entwickelten Fragebogen zu beantworten. Lecter ist selbst ein Serienmörder; er zeichnet sich dadurch aus, dass er seine Opfer zu verzehren pflegt („Hannibal the cannibal“); seit acht Jahren sitzt er in Haft, im Hochsicherheitstrakt eines Krankenhauses für geistesgestörte Straftäter. Crawford hat bei seinem Auftrag einen Hintergedanken. Er vermutet, dass Lecter mehr über Buffalo Bill weiß als das FBI, und will auf dem Weg über die attraktive Starling an diese Informationen herankommen.
Starling sucht Lecter im Krankenhausgefängnis auf. Lecter weigert sich, den Fragebogen auszufüllen, und konfrontiert Starling stattdessen mit einer scharfsinnigen Diagnose ihrer psychischen Schwächen. Als sie enttäuscht geht, schleudert Lecters Zellennachbar ihr sein Sperma ins Gesicht. Lecter ist empört, ruft Starling zurück und verspricht ihr, dass er ihr das geben werde, was sie sich am meisten wünsche: beruflichen Erfolg. Er liefert ihr einen ersten Hinweis auf Buffalo Bill: Sie soll den Wagen eines gewissen Raspail durchsuchen.
Starling erhält von Crawford den Auftrag, dem Hinweis nachzugehen, und findet bald heraus, dass Benjamin Raspail Lecters letztes Opfer war. Sie ermittelt das Lagerhaus, in dem Raspails Wagen aufbewahrt wird, und entdeckt in diesem den konservierten Kopf einer Leiche. In einem weiteren Gespräch mit Lecter erfährt sie, dass es sich bei der Leiche um den Geliebten von Raspail handelt, einen Matrosen mit Namen Klaus. Lecter bittet Starling, Crawford ein Angebot auszurichten: Er sei bereit, ihm bei der Suche nach Buffalo Bill zu helfen, wenn Crawford dafür sorge, dass er in eine Zelle mit Fenster verlegt werde.
Zwischen Starling und Lecter kommt es zu einer Reihe von Gesprächen, die dem Roman seine Struktur geben. Lecter, der von Starling fasziniert ist, liefert ihr stückweise rätselhafte Informationen über Buffalo Bill. Als Gegenleistung offenbart sie Lecter die traumatischen Erfahrungen ihrer Kindheit.

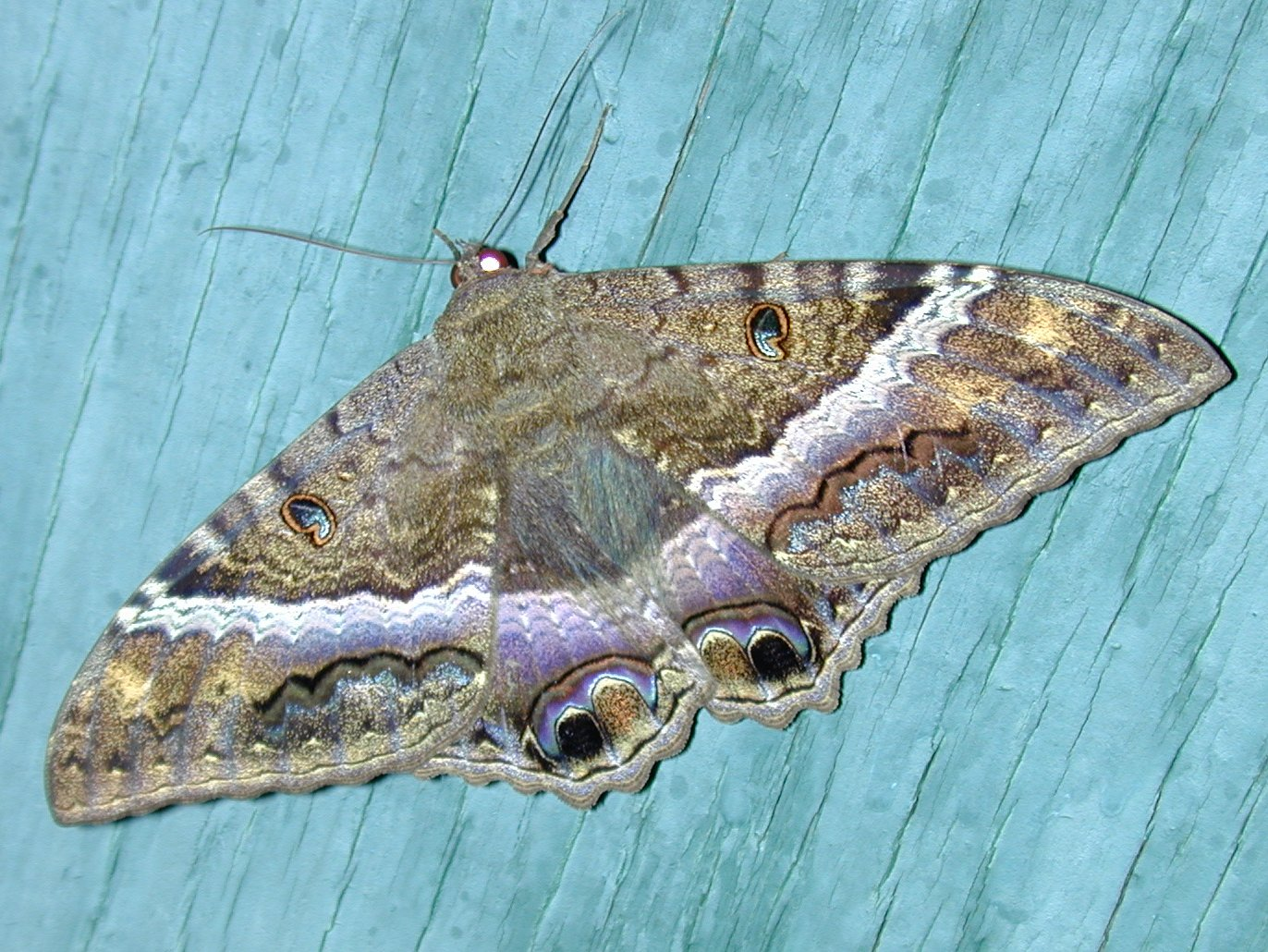
Schwarzer Hexenschwärmer

Das sechste Opfer von Buffalo Bill wird gefunden. Starling untersucht die Leiche und entdeckt im Hals die Puppe eines Insekts, das von Entomologen des National Museum of Natural History als Schwarzer Hexenschwärmer (Ascalapha odorata) identifiziert wird; da die Hülle bereits aufgebrochen ist, obwohl noch Winter ist, muss der Falter gezüchtet worden sein. Später wird im Hals von Klaus ebenfalls die Puppe eines Nachtfalters gefunden, in diesem Fall die eines Totenkopfschwärmers. Möglicherweise, so schließt das FBI, ist Klaus ein weiteres Opfer von Buffalo Bill.
Die Lage spitzt sich zu, als Catherine Martin, die Tochter einer Senatorin, von Buffalo Bill in Memphis entführt wird. Starling richtet Lecter aus, dass Crawford bereit sei, sich auf den von ihm vorgeschlagenen Handel einzulassen; sie behauptet, das Angebot sei mit der Senatorin abgesprochen, was jedoch nicht stimmt. Lecter traut der Offerte nicht und macht Starling ein Gegenangebot: Sie berichtet ihm ihre schlimmsten Kindheitserinnerungen, dafür werde er ihr helfen, Buffalo Bill zu fangen. Starling lässt sich sofort darauf ein und erzählt ihm vom Tod ihres Vaters, der sich ereignete, als sie zehn Jahre alt war. Er sei Polizist (marshall) gewesen – tatsächlich war er Nachtwächter (night marshall), wie Lecter herausfindet – und sei von Drogensüchtigen erschossen worden, weil seine Schusswaffe eine Ladehemmung gehabt habe. Als Gegenleistung klärt Lecter sie darüber auf, warum Buffalo Bill Catherine Martin umbringen wolle: „für eine Weste mit Titten“. In einem weiteren Gespräch gibt Lecter ihr den Hinweis, dass Buffalo Bill vermutlich einmal bei einer Spezialklinik einen Antrag auf Geschlechtsumwandlung gestellt habe, der jedoch abgelehnt worden sei. Im Gegenzug erzählt sie ihm, dass sie nach dem Tod ihres Vaters von ihrer Mutter zu Verwandten geschickt worden sei, die eine Ranch für Pferde und Schafe besaßen. Sie habe dort ihr eigenes Pferd besessen und gefürchtet, dass es geschlachtet werde.

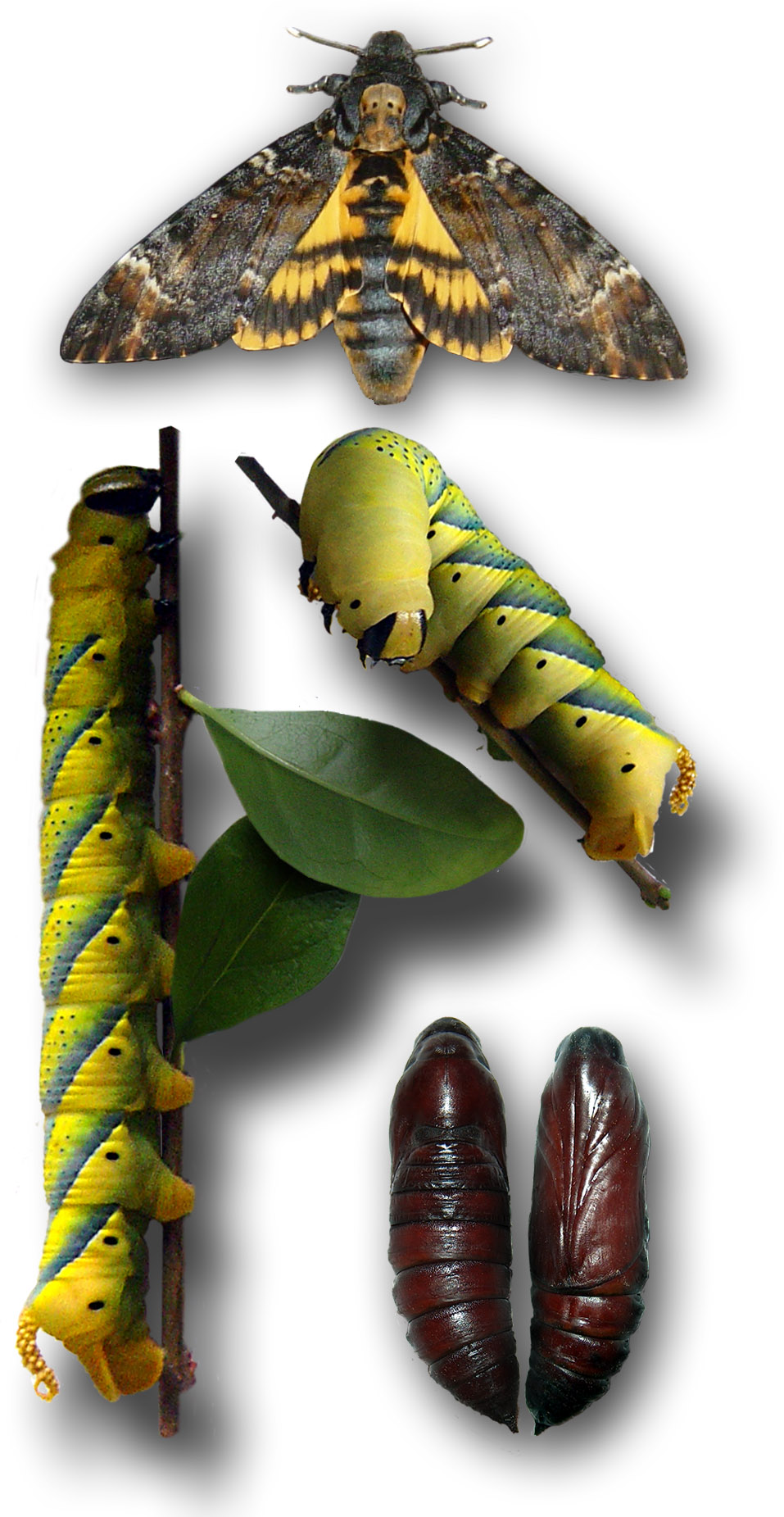
Totenkopfschwärmer: Raupen, Puppen, Imago

Als Starling gegangen ist, erinnert sich Lecter. Raspail ist nicht nur sein letztes Opfer gewesen, sondern war auch sein Patient. In den Therapiesitzungen hat Raspail ihm von Buffalo Bill erzählt, der in Wirklichkeit Jame Gumb heißt; Raspail machte Lecter sogar mit Gumb bekannt. Raspail war mit Gumb zunächst befreundet gewesen, hatte ihn dann aber wegen Klaus verlassen; aus Eifersucht ermordete Gumb Klaus und nähte sich aus seiner Haut eine Schürze. Lecter weiß auch, was es mit den Nachtfaltern auf sich hat. Gumb hat einmal eine Nachtfalter-Puppe dabei beobachtet, wie sie sich in einen Falter verwandelte. Das war für ihn eine Erleuchtung; seither hat er den Eindruck, genau zu wissen, was er zu tun habe.
Der Leiter des Krankenhauses, in dem Lecter inhaftiert ist, der karriereorientierte Arzt Dr. Frederick Chilton, beginnt, die Gespräche von Starling und Lecter abzuhören. Er weiß, dass das Angebot von Crawford auf einer Lüge beruht, setzt sich mit der Senatorin in Verbindung und macht Lecter einen konkurrierenden Vorschlag: Lecter soll ihm die Identität von Buffalo Bill verraten, dafür wolle ihm die Senatorin eine Zelle mit Fenster verschaffen. Chilton will als derjenige dastehen, dem es gelungen ist, Lecter zur Preisgabe der Information zu bewegen. Lecter erklärt seine Zustimmung, besteht aber darauf, der Senatorin persönlich den Namen mitzuteilen. Chilton fliegt mit dem gefesselten und hochbewachten Lecter nach Memphis zu der Senatorin. Lecter verrät ihr, so behauptet er zumindest, den Namen des Mörders, nämlich „Billy Rubin“. Crawford findet später heraus, dass der Name falsch ist; „Bilirubin“ ist ein Farbstoff, der im Kot enthalten ist – Lecter macht sich über Chilton und die Senatorin lustig.
In Crawfords Auftrag durchsucht Starling die Wohnung von Catherine Martin in Memphis. Sie muss die Untersuchung abbrechen, als die Senatorin in Begleitung eines Staatsanwalts erscheint, der Starling darüber informiert, dass Crawford von den Ermittlungen abgezogen worden ist. Starling nutzt die Gelegenheit, dass Lecter vorübergehend in Memphis inhaftiert ist, zu einem letzten Gespräch. Zwar hat sie keine Zugangsberechtigung mehr zu ihm, es gelingt ihr jedoch, die Wachen zu täuschen. Lecter gibt ihr einen weiteren Hinweis auf Buffalo Bill. Man müsse von den ersten Prinzipien ausgehen. Welches Bedürfnis befriedigt Buffalo Bill? Er begehrt. Er begehrt, das zu sein, was Starling ist, nämlich eine Frau. Und wie beginnt man zu begehren? Indem man das begehrt, was man jeden Tag sieht.
Als Gegenleistung erzählt Starling ihm ihre schlimmste Kindheitserinnerung. Als sie auf dem Bauernhof ihrer Verwandten lebte, wachte sie eines Nachts auf, weil die Frühlingslämmer blökten, die geschlachtet wurden. Dies war der Grund dafür, weshalb sie mit ihrem Pferd ausriss. Noch immer, so erzählt sie Lecter, wache sie gelegentlich auf, weil sie die Lämmer blöken höre. Er fragt sie, ob sie meine, dass die Lämmer schweigen würden, wenn sie Buffalo Bill gefangen und Catherine Martin gerettet habe, und er bittet sie, ihm Bescheid zu geben, wenn die Lämmer schweigen. Zum Abschied gibt Lecter ihr die Akte über Buffalo Bill zurück, die er von Crawford erhalten hat. Als Lecter ihr das Dossier überreicht, berühren sich ihre Zeigefinger; bei der Berührung knistert es in seinen Augen.
In die Erzählung werden immer wieder Darstellungen der Aktivitäten von Jame Gumb alias Buffalo Bill und von Catherine Martin eingeschoben: Catherine wird von Gumb im Keller seines Hauses in einem leeren Brunnenschacht gefangen gehalten; er zwingt sie, sich zu waschen und mit einer Lotion einzucremen; in einem vollständig verdunkelten Kellerraum, in dem er Nachtfalter züchtet, beobachtet er durch eine Infrarotbrille, wie sich die Puppe eines Totenkopfschwärmers in eine Imago verwandelt, in einen geflügelten und fortpflanzungsfähigen Falter; Catherine versucht, Gumbs geliebten Pudel in den Brunnen zu locken, was ihr, nach einem missglückten Versuch, schließlich auch gelingt; Gumb schaut sich Videoaufnahmen seiner nackten Mutter an und plant, sich aus der Haut von Catherine eine zweite Haut zu schneidern. So wie die Puppe eines Schmetterlings die Metamorphose zur Imago durchläuft, will Gumb sich mithilfe der Frauenhaut in ein weibliches Wesen verwandeln.
In der Buffalo-Bill-Akte findet Starling eine Notiz von Lecter: die Fundorte der Leichen seien „verzweifelt willkürlich“. Sie beginnt, seine Hinweise zu deuten. Die Bemerkung über die Leichenfundorte soll ihr zeigen, dass der erste Fundort ungeplant war, also auf den Tatort hindeutet, und dass die übrigen Fundorte deshalb so verstreut sind, weil sie diese Tatsache vertuschen sollen. Der Satz, dass man zunächst das begehre, was man täglich sehe, soll sie darauf bringen, dass Buffalo Bill am selben Ort leben muss wie sein erstes Opfer, Fredrica Bimmel.
Starling sucht Fredricas Wohnort auf, Belvedere in Ohio, spricht mit dem Vater und der Freundin des Opfers und erfährt, dass Fredrica Näherin war. Noch immer in Belvedere macht Starling sich auf die Suche nach Fredricas Hauptkundin; in deren Haus stößt sie schließlich auf Jame Gumb. Dass er der Gesuchte ist, erkennt sie daran, dass ein Totenkopfschwärmer aus seinem Morgenmantel aufsteigt. In dem lichtlosen Keller, in dem Gumb seine Nachtfalter züchtet, kommt es zum Duell zwischen Starling und Gumb. Gumb beobachtet Starling, die nichts sehen kann, durch das Nachtsichtgerät; sie orientiert sich am Klicken seiner Waffe, erschießt ihn und befreit Catherine Martin.
Lecter ist es in Memphis inzwischen gelungen, seine Wächter und zwei Krankenpfleger zu töten und mit dem Krankenwagen zu entkommen; durch Silikoninjektionen hat er sein Gesicht verändert. Im letzten Kapitel des Buchs schreibt er drei Briefe; einen an Barney, seinen Wärter in der Anstalt, bei dem er sich bedankt, einen an Chilton, mit der Nachricht, dass er ihn demnächst besuchen werde, und einen an Starling, mit der Botschaft, dass er sie nicht heimsuchen werde, weil die Welt mit ihr interessanter sei als ohne sie, und mit der Bitte, ihm per Zeitungsannonce mitzuteilen, ob die Lämmer nun schweigen. Zuletzt wirft der Erzähler noch einen Blick auf Clarice Starling, die friedlich schläft – im Schweigen der Lämmer.
Im Roman werden mehrere Liebesgeschichten erzählt. Im Vordergrund steht das Verhältnis zwischen Lecter und Starling, das, zumindest von seiner Seite aus, eine Art Liebesbeziehung ist; als sie ihn besucht, ohne dazu von Crawford einen Auftrag zu haben, sagt er ironisch: „Die Leute werden sagen, wir sind verliebt.“ Dann gibt es das Eifersuchtsdrama zwischen Jame Gumb und Benjamin Raspail, das in der Vergangenheit der Romanhandlung spielt und mit einem Mord endet. Des Weiteren entwickelt sich zwischen Starling und einem der Entomologen des Naturkundemuseums eine Liebesbeziehung; im letzten Absatz der Erzählung verbringen sie gemeinsam das Wochenende bei seinen Verwandten, und der Erzähler wirft die Frage auf, ob sie miteinander Sex hatten. Parallel und gegenläufig zu dieser Geschichte eines Anfangs wird die Geschichte der Beziehung zwischen Crawford und seiner von ihm sehr geliebten Ehefrau Bella erzählt. Schon zu Beginn der Romanhandlung ist Bella todkrank; ihr Sterben, ihr Tod und ihr Begräbnis durchziehen die Romanhandlung. Am Schluss der Erzählung wird, allerdings nur kurz, eine weitere Liebesbeziehung erwähnt: Gumbs erstes Opfer, Fredrica Bimmel, war in ihren Mörder verliebt.

## Stil
Der Roman ist ein Polizeithriller mit Elementen des Horror-Romans und der klassischen Detektivgeschichte.
Die Handlung wird überwiegend aus der Perspektive von Clarice Starling erzählt, daneben aber auch aus der Perspektive anderer Figuren: von Hannibal Lecter, Jack Crawford, Jame Gumb alias Buffalo Bill, Catherine Martin sowie von Tate, einem Polizisten, der die Flucht von Lecter beobachtet. Manche Kapitel sind vollständig aus der Perspektive eines einzelnen Akteurs geschrieben; in anderen – etwa im Schlussduell zwischen Starling und Gumb – wechselt die Perspektive rasch hin und her.
Wie in den meisten seiner Romane wechselt Harris zuweilen fließend zwischen Präteritum und Präsens. Auch bindet er die Gedanken und Überlegungen seiner Protagonisten übergangslos in den Text ein, ohne Anführungsstriche oder Kursivschrift zu verwenden.

## Auszeichnungen
- Bram Stoker Award / Best Novel 1988
- Nominierung für World Fantasy Award / Best Novel 1989
- Grand prix de littérature policière 1991
- Prix Mystère de la critique 1991

## Übersetzungen
Es gibt zwei Übersetzungen ins Deutsche; beide wurden vom Heyne-Verlag veröffentlicht. Die erste Übersetzung von 1990 stammt von Marion Dill, die zweite Übersetzung wurde von Sepp Leeb angefertigt und 1999 publiziert.

## Verfilmung
1991 wurde der Roman unter demselben Titel verfilmt; das Drehbuch von Ted Tally hält sich eng an die Romanvorlage. Jonathan Demme führte die Regie; Jodie Foster und Anthony Hopkins übernahmen die Rollen von Clarice Starling und Hannibal Lecter. Der Film wurde mit fünf Oscars ausgezeichnet: für den besten Film, die beste Regie, die beste Hauptdarstellerin, den besten Hauptdarsteller sowie für das beste Drehbuch nach einer Vorlage.

## Bühnenstück
Mit Silence! The Musical entstand 2012 unter der Leitung von Jon und Al Kaplan eine Off-Broadway-Parodie für die Musicalbühne.

### Ausgaben
- Thomas Harris: The Silence of the Lambs. St. Martin’s Press, New York 1988, ISBN 0-312-02282-4.
- Thomas Harris: Das Schweigen der Lämmer. Aus dem Amerikanischen von Marion Dill. Heyne-Verlag, München 1990, ISBN 3-453-03781-2.
- Thomas Harris: Das Schweigen der Lämmer. Aus dem Amerikanischen neu übersetzt von Sepp Leeb. Heyne-Verlag, München 1999, ISBN 3-453-05136-X
- Thomas Harris: Das Schweigen der Lämmer. Hörbuch, gekürzte Fassung. Bearbeitung und Regie: Margrit Osterwold, gelesen von Hansi Jochmann. Heyne-Verlag, München 1999, ISBN 3-453-17050-4 (die Vorleserin ist in der deutschen Synchronfassung der Romanverfilmung die Sprecherin für Jodie Foster/Clarence Starling)

### Sekundärliteratur
- Daniel O’Brien: The Hannibal Files. The Unauthorised Guide to the Hannibal Lecter Trilogy. Überarbeitete Auflage. Reynolds & Hearn, Richmond (USA) 2009, ISBN 978-1-905287-70-3
- David Sexton: The strange world of Thomas Harris. Short, London 2001, ISBN 978-0-571-20845-6
- Philip L. Simpson: Making murder. The fiction of Thomas Harris. Praeger, Santa Barbara (USA) 2010, ISBN 978-0-313-35624-7
- Benjamin Szumskyj (Hg.): Dissecting Hannibal Lecter. Essays on the novels of Thomas Harris. McFarland, Jefferson (USA) 2008, ISBN 978-0-7864-3275-2
- Laurenz Volkmann: ‘A terrible beauty is born’: Groteske Metamorphosen der Postmoderne in Thomas Harris’ Hannibal-Lecter-Trilogie, Beitrag für die Gradnet-Konferenz 2000